# Odelsteinhöhle
Die Odelsteinhöhle (auch Odlsteinhöhle) befindet sich am Nordhang des Grieskogels bei Johnsbach.
Die Höhle war weithin wegen ihrer bunten Eisenblüten und Aragonitkristalle bekannt. Die Färbung ist durch gelöste Metalle (Eisen-, Nickel, Kobalt- und Kupferverbindungen) entstanden. Zahlreiche Stollen und Schmelzplätze zeugen von einer Bergbautätigkeit seit der mittleren Bronzezeit. Trotz der unzugänglichen Lage wurden die schönsten Eisenblüten und Aragonite durch Mineraliensammler geplündert.

## Geschichte
1909 wurde auf Anregung von Hans Kottnigg und Josef Draxler von Mitgliedern des Vereins für Höhlenkunde mit der Erforschung begonnen. Der erste Plan stammt vom Höhlenforscher Rudolf Saar.
Am 19. Juni 1910 wurde von den Höhlenforschern Hermann Bock, Julius Pollak, Georg Lahner und Leopold Potisek der „Hohe Dom“ mit Leitern bewältigt und die „Schatzkammer“ entdeckt. Noch im gleichen Jahr wurde die Odelsteinhöhle durch den Besitzer, den Kölblwirt Franz Berghofer zu einer Schauhöhle ausgebaut und bis in die 1930er Jahre geführt. Am 30. Juni 1931 wurde die Höhle zum Naturdenkmal erklärt.
Nach dem Zweiten Weltkrieg wurde der Führungsbetrieb nicht mehr aufgenommen. Die versperrte Höhle wurde in den letzten Jahrzehnten immer wieder aufgebrochen und ausgeplündert. Im Jahre 2001 wurde die Höhle wieder begehbar gemacht, ein neues, einbruchsicheres Eisentor angebracht. Die alten, morschen Holzleitern wurden durch verzinkte Gitterrostleitern ersetzt. Im Spätherbst 2002 wurde der Führungsbetrieb wieder aufgenommen.

## Galerie

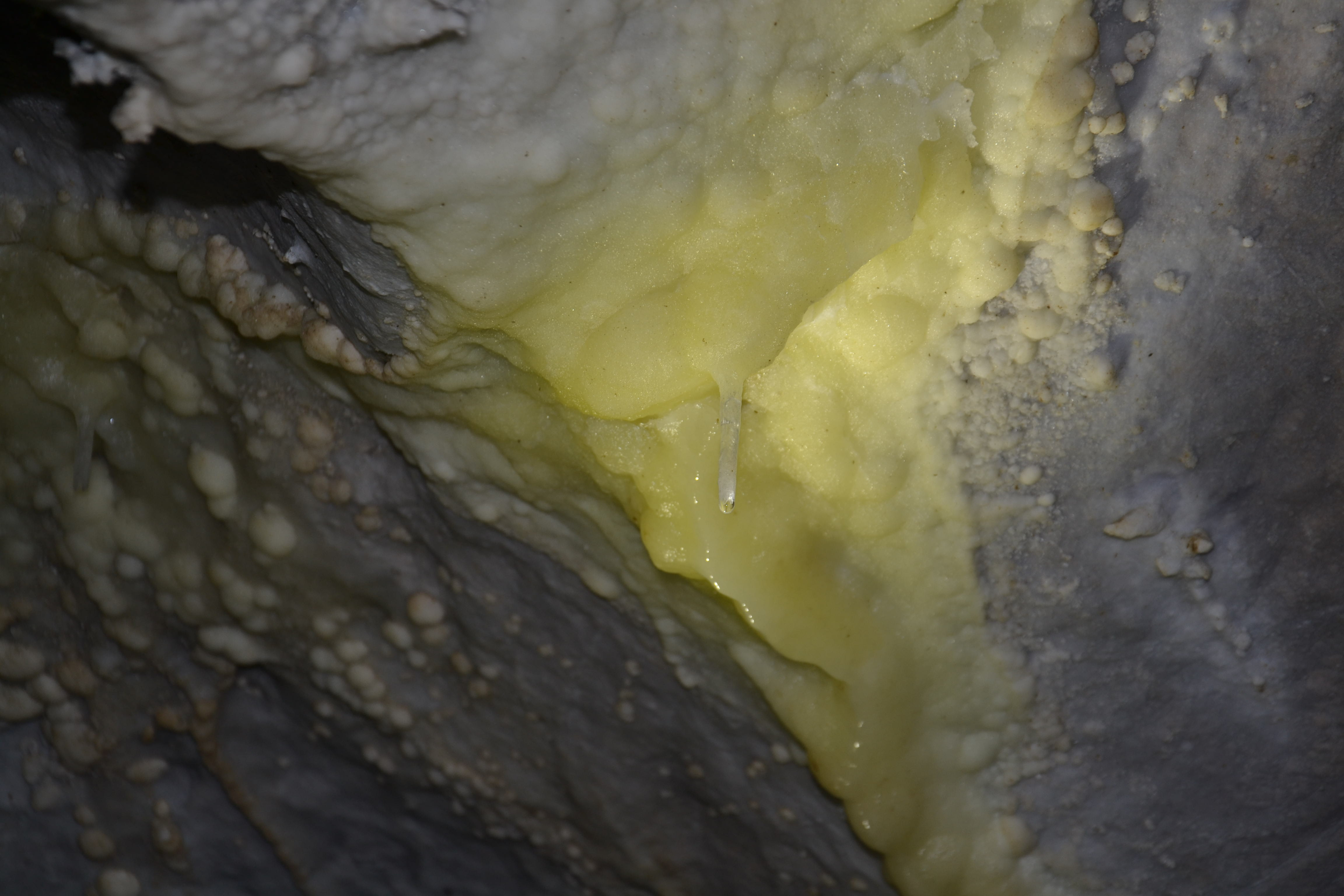
Gelbe Ablagerungen
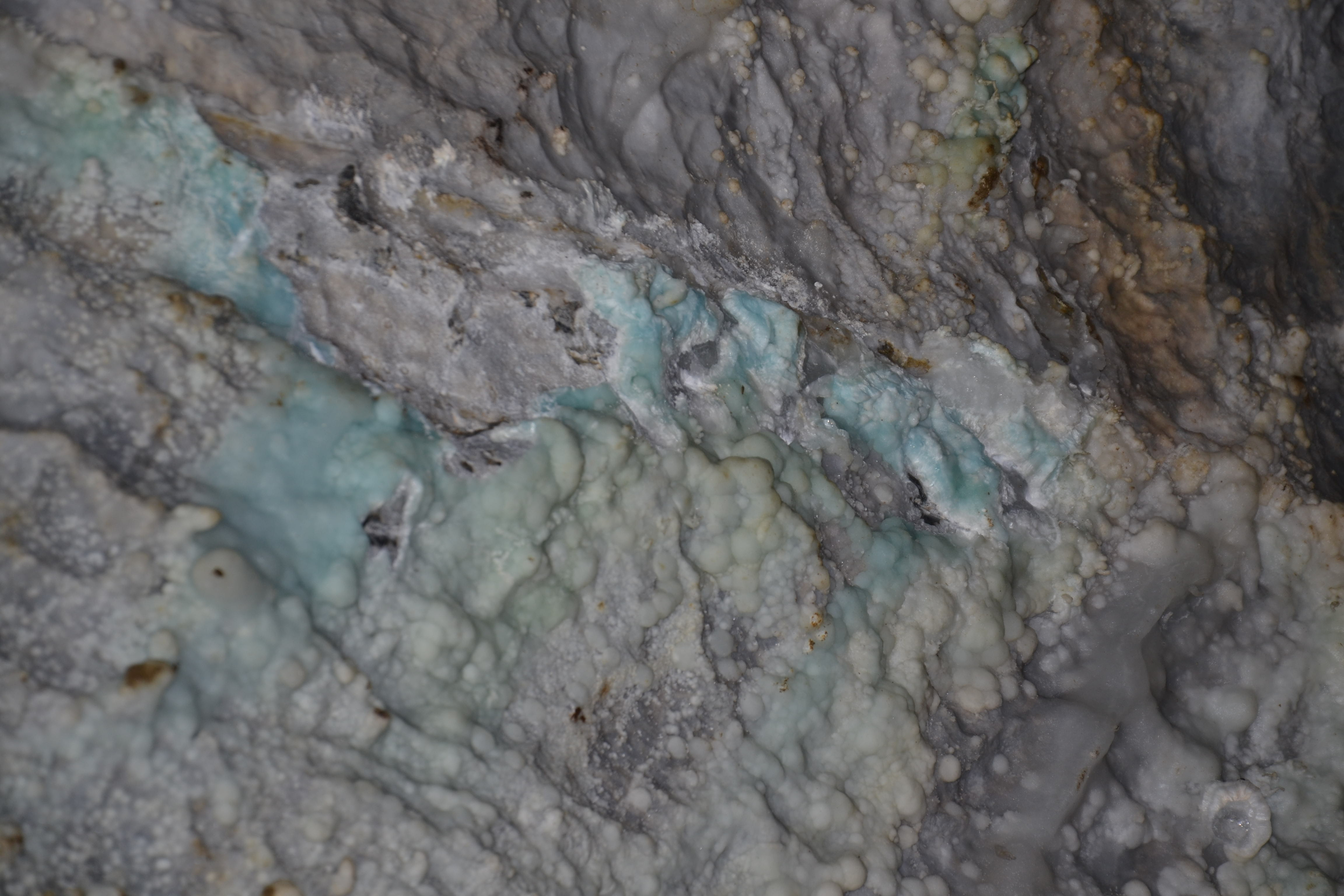
Blaue Ablagerungen
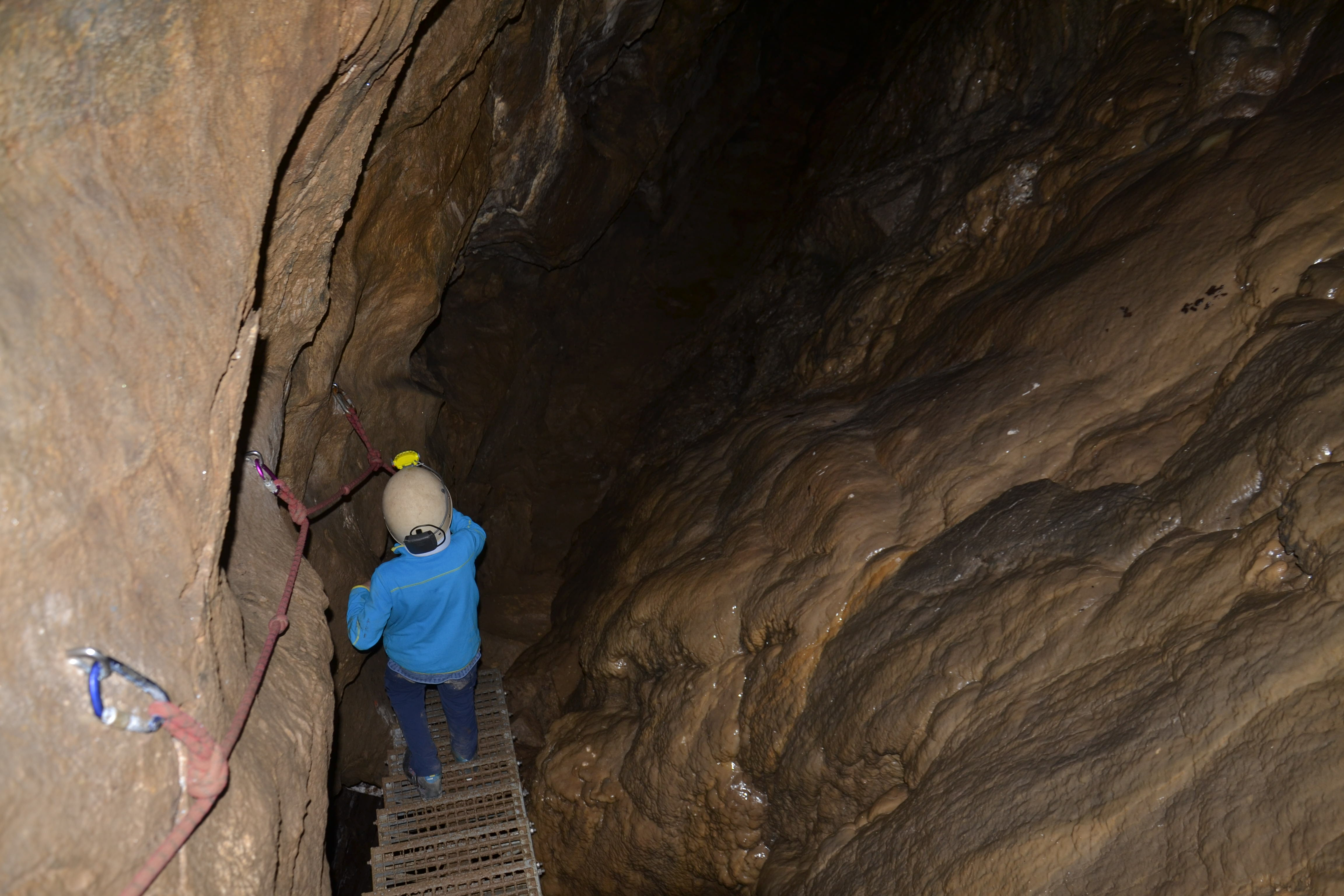
Teilweise mit Leitern gesicherte Wege